# علی مدحلی
علی مدحلی (عربی: علي مدحلي؛ زادهٔ ۲۶ مهٔ ۱۹۹۱) یک ورزشکار اهل عربستان سعودی است.